# 中国银行南京分行旧址 (下关)
32°05′46.70″N 118°43′56.37″E / 32.0963056°N 118.7323250°E
中国银行南京分行旧址位于中国江苏省南京市鼓楼区大马路66号，江苏邮政管理局旧址西侧，原为中国银行南京分行驻下关办事处，1949年后划归长江水利委员会，现为长江下游水文水资源勘测局用房。该建筑建于1923年，为南京较早采用西方古典风格的建筑实例，主体建筑为三层、钢筋混凝土结构，主入口设有由六根两层通高的柱子支撑的门廊，采用爱奥尼柱式。